# Sapristi
Sapristi is een uitroep en betekent zoveel als "Mijn hemel" of "Goeie God". Het woord is waarschijnlijk afgeleid van 'Sacré Christe', ook met de betekenis "Goeie God", maar letterlijk vertaald als "Heilige Christus".
Sapristi is een archaïsche term, die in Nederland vrijwel niet meer gebruikt wordt. In Frankrijk en België (Vlaanderen) hoort men nog weleens sapristi uitroepen. Het woord werd in de jaren tachtig van de 20e eeuw vaak gebruikt door toenmalig minister-president Dries van Agt. Van Agt stond sowieso bekend om zijn ouderwetse taalgebruik. In 1981 verscheen er bij uitgeverij Elsevier een boekje van de schrijfster/journaliste Dieudonnée ten Berge met de titel: Sapristi Van Agt. Opmerkelijke, komische en bizarre uitspraken van een regeringsleider. In datzelfde jaar bracht cartoonist Dik Bruynesteyn het boekje "Dries op de fiets" uit waar Van Agts politieke carrière werd uitgebeeld als die van een Tour-rijder. Al op de cover staat Van Agt uitgebeeld terwijl hij "Sapristi, nu word ik pas echt beroemd" zegt.
In de strips van Paling en Ko komt het woord sapristi regelmatig voor. Ook in de strips van Kuifje komt het woord sapristi met enige regelmaat voor. Sapristi is de naam van de nieuwsbrief van het Hergé Genootschap, een fanclub voor Hergé.
Opa Bokma, een personage uit de cartoons van DirkJan, gebruikt ook de term Sapristi.